# Conasprella
Genre
Synonymes
- Yeddoconus Tucker & Tenorio, 2009

Conasprella est un genre de mollusques gastéropodes marins de la famille des Conidae. Ce genre a été identifié et décrit pour la première fois par J.K. Tucker et M.J. Tenorio en 2009.

## Classification
Ce genre est classifié dans la famille des Conidae, qui regroupe des coquillages principalement prédateurs. Les espèces du genre Conasprella sont réparties dans divers habitats marins à travers les océans tropicaux et subtropicaux du monde.

## Description
Les espèces de Conasprella possèdent généralement des coquilles robustes et élancées avec une forme conique typique. La coquille est souvent ornée de motifs colorés et complexes, ce qui en fait des objets de collection prisés. Comme tous les conidae, ils utilisent un radula venimeux pour immobiliser leurs proies, principalement des petits poissons, avant de les consommer.

## Écologie
Les Conasprella vivent principalement dans des eaux peu profondes et sont souvent retrouvés dans des récifs coralliens où ils chassent leurs proies. Leur venin, composé de divers peptides, est un sujet d'étude important pour la recherche pharmacologique, en raison de ses potentiels usages médicaux.

## Conservation
Bien que la plupart des espèces de Conasprella ne soient pas actuellement menacées, la dégradation de leur habitat, principalement les récifs coralliens, pose un risque pour leur survie future.

## Espèces notables
- Conasprella ximenes (Young, 1968)
- Conasprella thalassiarche (Melvill, 1898)
- Conasprella eugrammata (Morrison, 1955)

## Pour en savoir plus
Les chercheurs continuent d'étudier ce genre pour mieux comprendre la biodiversité marine et les applications potentielles de leurs toxines. Les musées d'histoire naturelle et les bases de données en ligne offrent des ressources supplémentaires pour ceux qui souhaitent explorer davantage les espèces de Conasprella.

## Taxons de rangs inférieurs
Selon BioLib (10 octobre 2019):
- sous-genre Boucheticonus Tucker & Tenorio, 2013
- sous-genre Coltroconus Petuch, 2013
- sous-genre Conasprella Thiele, 1929
- sous-genre Dalliconus Tucker & Tenorio, 2009
- sous-genre Endemoconus Iredale, 1931
- sous-genre Fusiconus da Motta, 1991
- sous-genre Kohniconus Tucker & Tenorio, 2009
- sous-genre Parviconus Cotton & Godfrey, 1932
- sous-genre Pseudoconorbis Swainson, 1840
- sous-genre Ximeniconus Emerson & Old, 1962
- espèce Conasprella carvalhoi (Petuch & Berschauer, 2017)
- espèce Conasprella crabosi (Petuch & Berschauer, 2018)
- espèce Conasprella ferreirai (Petuch & Berschauer, 2017)
- espèce Conasprella icapui (Petuch & Berschauer, 2018)
- espèce Conasprella itapua (Petuch & Berschauer, 2018)
- espèce Conasprella joanae (Petuch & Berschauer, 2018)
- espèce Conasprella keppensi (Petuch & Berschauer, 2018)
- espèce Conasprella lindapowersae (Petuch & Berschauer, 2017)